# Novokirghize
Vous lisez un « bon article » labellisé en 2018.
Le Novokirghize est une race de chevaux développée au début du XXe siècle au Kirghizistan, sous l'autorité de l'URSS. Issu du croisement entre des chevaux kirghizes locaux, des Pur-sangs et des chevaux du Don, il résulte de la volonté des zootechniciens russes de créer et d'imposer l'élevage d'un cheval plus grand et plus polyvalent que le Kirghize traditionnel, notamment pour fournir de la viande et du lait. La race est fixée dès les années 1930 et 1940, puis officialisée en 1954 avec la création d'un studbook. Elle connaît un succès important, et se diffuse largement dans tout le Kirghizistan. Considérée comme un héritage colonial, elle se raréfie après la dislocation de l'URSS.
De haute taille, moins rustique que son ancêtre, le Novokirghize présente un modèle souvent massif, allant du cheval de selle au cheval lourd, avec des jambes assez courtes. Il est toujours principalement destiné à la production de denrées alimentaires, mais est aussi monté ou bâté sur les chemins de montagne, selon les besoins. Bien que numériquement nombreuse, la race reste locale, n'étant propre qu'au Kirghizistan et à une partie du Kazakhstan.

## Dénomination
Le nom « Novokirghize » provient du russe Novokirgizskaya. Il signifie « nouveau kirghize » (New Kirghiz, en anglais),,.

## Histoire

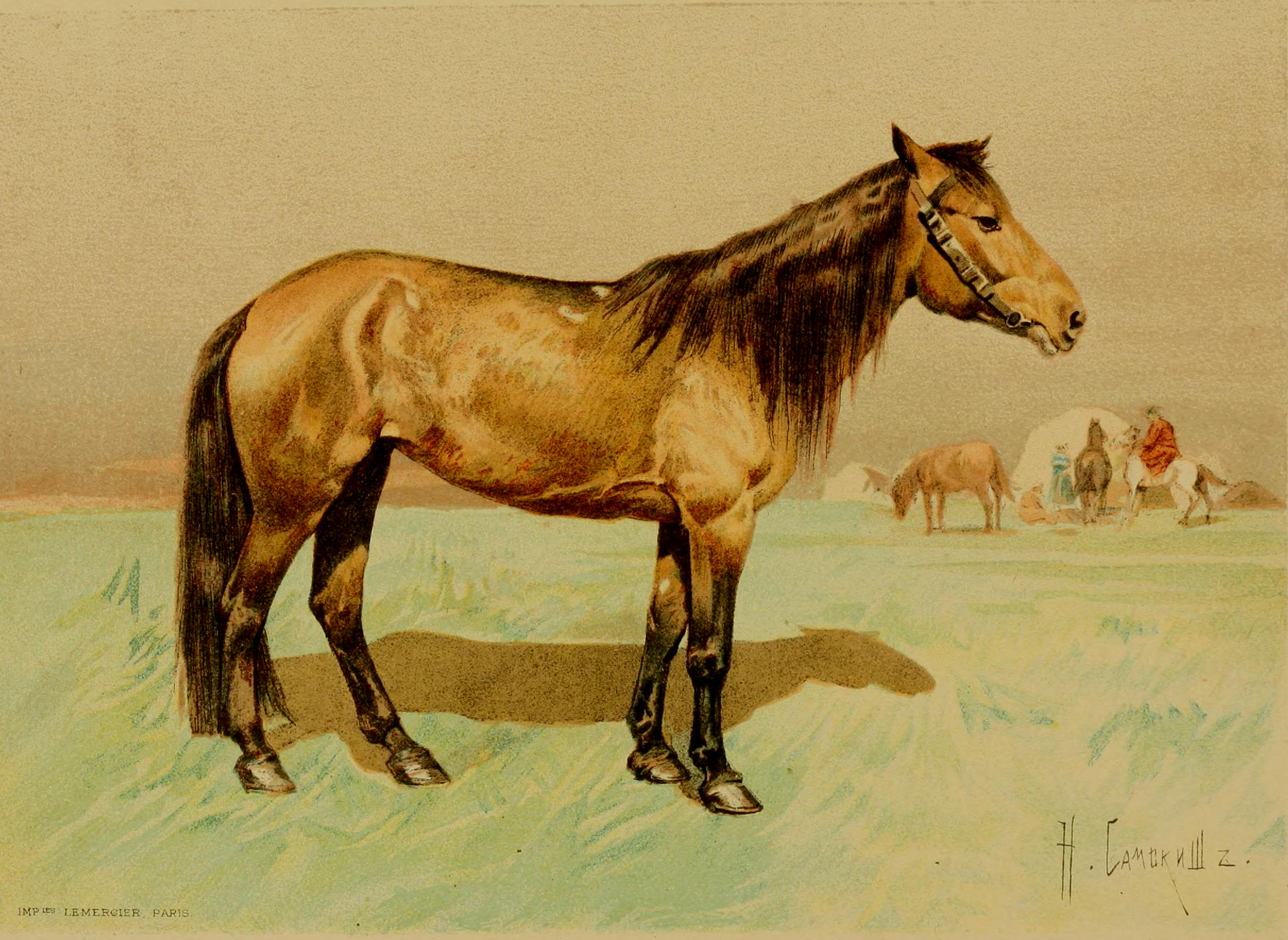
Jument kirghize (1894)

La race novokirghize, relativement récente, est intimement liée à la conquête russe de l'Asie centrale. Les zootechniciens russes déplorent en effet la taille selon eux trop petite des chevaux kazakhs et kirghizes, apparentés à des poneys de montagne influencés par le cheval mongol,. Un haras est créé à Prževalsk (Karakol) en 1907. En 1918, quarante-huit étalons Pur-sang sont importés au haras d'Yssyk Koul en Kirghizie. L'année suivante, K. Čaškin est nommé à la tête de l’administration des haras turkestanais, dans un contexte difficile pour les éleveurs. Considéré comme étant le créateur de la race, il décide de l'orientation prise par l'élevage : « par le biais de croisements complexes entre les races kirghize, pur-sang et du Don, puis par la sélection des métis du type souhaité qui sont ensuite élevés “en soi” ». Čaškin préconise de créer une race apte aux travaux agricoles et d'abandonner l'élevage du cheval de guerre. Les avis divergent sur la conduite à adopter, car certains spécialistes estiment que le nombre de chevaux pur-sangs est insuffisant, et qu'il faudrait plutôt améliorer la race kirghize avec les ressources locales. L'ethnologue française Carole Ferret note que, ironiquement, ce sont des représentants d'un régime politique socialiste qui décident d'« améliorer » une race de chevaux traditionnelle par croisement avec le « sang noble ».

### Fixation et officialisation de la race

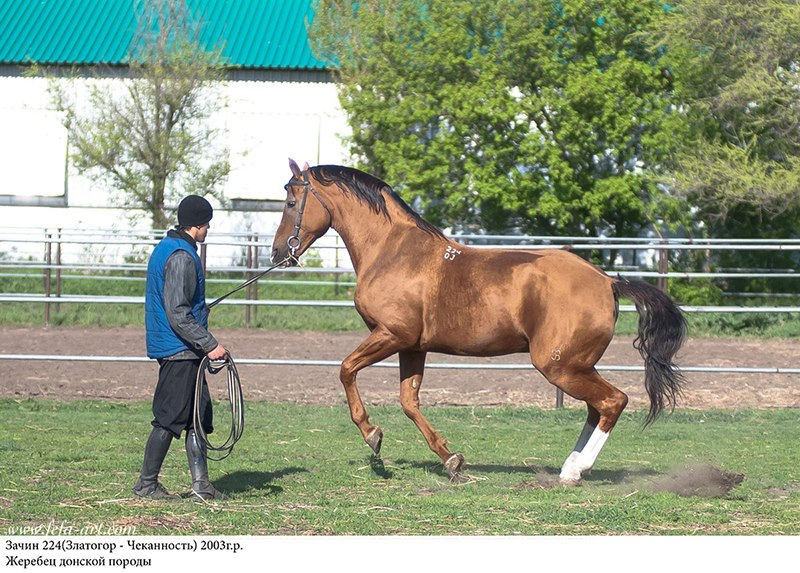
Cheval du Don, l'une des races employées en croisement pour créer le Novokirghize

Les caractéristiques du Novokirghize sont fixées dans les années 1930 et 1940. Entre 1937 et 1953, cette nouvelle race connaît un important développement, avec 9 100 chevaux enregistrés. De nombreux chevaux russes sont importés vers le Kirghizistan, si bien que 17 % du cheptel équin des kolkhozes et des sovkhozes kirghizes est d'origine étrangère ou métissé en 1949,. Un décret est adopté au conseil des ministres de la RSS kirghize le 10 octobre 1950, « Sur les mesures visant à la création d’une nouvelle race améliorée du cheval kirghize dans la RSS kirghize ». D'après Carole Ferret, la population locale est plutôt réticente à l'imposition de ces croisements par les Russes, puis les Soviétiques.
La race s'est constituée à partir de croisements entre le cheptel local, le Pur-sang et le cheval du Don ; l'influence des trotteurs est moindre. Elle est alors en demande pour le travail dans les exploitations agricoles, mais d'après la journaliste française Jacqueline Ripart, sa diffusion relève surtout de la volonté des Soviétiques de développer l'industrie de la viande et du lait. La sélection porte sur le développement d'un cheval à deux fins, pouvant être monté aussi bien qu'attelé. Cependant, les chevaux importés ne s'adaptent pas toujours bien aux conditions environnementales du Kirghizistan. 
La nouvelle race est officialisée en 1954, avec l'ouverture du studbook,. D'après Carole Ferret, le Novokirghize remplace largement la race traditionnelle kirghize, mais ce succès cache un mépris profond des autorités soviétiques pour le cheval kirghize traditionnel. Celui-ci a disparu des statistiques, et est considéré comme un simple cheval de travail sans race.

### Depuis l'indépendance du Kirghizistan
Lorsque le Kirghizistan regagne son indépendance, en 1991, la situation de la race s'inverse. Les autorités kirghizes recherchent désormais le cheval « pur-sang kirghize » (čistokrovnaâ kyrgyzskaâ lošad). Bien que le Novokirghize reste considéré comme une race nationale, il est vu comme l'héritage d'une époque coloniale, et délaissé. Les anciens haras de l'État soviétique tombent peu à peu en déliquescence, si bien que S. Omurzakov, un élève d’I. Čaškin responsable du département d’élevage équin à l’Institut kirghize de l’élevage et des pâturages, lance un appel à sauver le Novokirghize en 2009, en le qualifiant de « meilleure race locale ».
Carole Ferret cite des échanges oraux avec des Kirghizes qui déclarent « ne pas aimer la race Novokirghize » et regretter les croisements effectués.

## Description
Ce cheval est plus rapide, plus grand, plus fort et plus lourd que le Kirghize. Il ressemble beaucoup au cheval du Don. En contrepartie, il est moins rustique que son ancêtre, bien qu'il se soit adapté au biotope de sa région. La race n'aurait qu'environ 25 % d'origines Kirghize.
La taille moyenne a augmenté, puisque selon Carole Ferret, elle est passée d'une fourchette de 1,43 m à 1,51 m à la création de la race, à une moyenne de 1,55 m. La taille moyenne enregistrée par la FAO est de 1,55 m pour les mâles et 1,51 m chez les femelles, pour un poids respectif de 455 et 445 kg.
Ce cheval donne une impression d'ensemble d'animal massif, de solide constitution. La tête est petite ou de taille moyenne et bien formée, avec un profil rectiligne, des oreilles pointées et des yeux vifs,. L'encolure est attachée bas, bien greffée, longue, le garrot bien sorti. Le dos est long et droit, la croupe légèrement inclinée, la poitrine bien développée et l'épaule légèrement inclinée, bien qu'elles puissent être étroites. Les jambes sont plutôt courtes, mais solides et musclées, avec des articulations et des tendons bien définis. Les jarrets sont souvent clos, le pied est sûr.

### Robes
La robe est unie, généralement baie sous toutes ses nuances (y compris bai-brun), noire ou alezane,, mais on trouve aussi du gris.

### Types et sélection
On distingue trois à quatre types différents allant du plus proche du Pur-sang au cheval de travail lourd, comprenant le type selle ou léger, le type massif ou lourd, et le type de base, ou originel,. Les modèles les plus lourds sont bien adaptés à l'élevage en altitude. À l'époque soviétique, ces chevaux étaient classés en trois catégories : élite, 1re classe ou 2e classe. Il existe au sein de la 2e classe de nombreux sujets présentant des conformations décrites comme défectueuses : encolure courte, petite taille, jarrets de vache… De plus, la fertilité des juments est notoirement basse en raison de l'ascendance du Pur-sang : seules environ la moitié des juments saillies donnent un poulain.
Les chevaux de type selle s'adaptent généralement mal à l'élevage en tabounes, et peuvent manquer d'endurance et de rusticité.

## Utilisations
La race a la particularité de ne pas être spécialisée, mais plutôt destiné à un usage polyvalent, comprenant à la fois la selle, la traction, le bât, la production de lait de jument et de viande de cheval,. Ces animaux sont ainsi souvent bâtés pour le transport en montagne,. Les tests sur hippodrome ont montré une bonne vitesse. L'élevage de juments laitières est très commun au Kirghizistan. Des tests de capacité laitière montrent que sur une lactation de 105 jours, les juments de race kirghize donnent en moyenne 1 900 litres, et les Novokirghize 2 500.
La FAO signale les débouchés viande et lait comme étant les principaux, et liste la selle et la pratique des sports équestres classiques ou nationaux comme débouché secondaire.

## Diffusion de l'élevage
La race novokirghize est très répandue, mais uniquement dans l'ensemble du Kirghizistan, et dans certaines régions du Kazakhstan,. Dans les années 1970, des sujets sont tout particulièrement élevés dans la région des monts Tian Shan, à une altitude comprise entre 2 000 et 3 000 mètres. L'étude de l'université d'Uppsala menée pour la FAO en 2010 liste le Novokirghize comme une race asiatique locale, qui n'est pas menacée d'extinction. L'ouvrage Equine Science (4e édition de 2012) classe le Novokirghize parmi les races de chevaux de selle peu connues au niveau international.
En 1980, un recensement effectué par les autorités soviétiques donne le chiffre de 114 000 chevaux de cette race sur tout le territoire kirghize, soit 53 % du total du cheptel équin de la Kirghizie. Un autre recensement effectué en 1980 donne cependant 56 650 chevaux, dont 10 713 de pure race. La FAO donne pour sa part un chiffre de 130 000 chevaux recensés en 1994, puis de 285 000 en 2002. En 2014, l'encyclopédie Delachaux et Niestlé indique plus de 200 000 sujets. La fiabilité de ces différents comptages est inconnue.

## Dans la culture

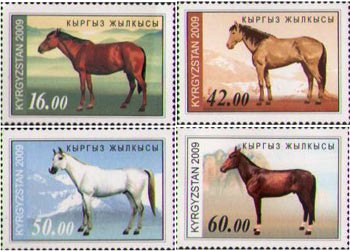
Timbres kirghizes célébrant différentes races de chevaux du pays

D'après Carole Ferret, « sur le terrain, les acteurs [...] ne se préoccupent guère de la race des chevaux qu’ils montent tous les jours ». La Française Jacqueline Ripart a voyagé au Kirghizistan en octobre 2004 pour y recenser les chevaux kirghizes. Elle relate sa rencontre avec un nomade de Sary Moghol, qui monte un Novokirghize. Jean-Louis Gouraud, qui a visité les haras d'Yssyk Koul, estime que le cheval « pompeusement baptisé » Novokirghize, qu'il qualifie par ailleurs de « grande bringue », « n'est pas une réussite », et que des races « jusque-là parfaitement adaptées à leur milieu furent déstabilisées par les manipulations des apprentis sorciers venus de Moscou ». 